# Titanic (песня)
«Titanic» — песня американского рэпера Juice WRLD с третьего студийного альбома Legends Never Die, выпущенная 10 июля 2020 года на лейблах Grade A Productions and Interscope Records.

## Отзывы
Александр Коул из HotNewHipHop в обзоре песни сказал, что в песне «Juice сравнивает себя с печально известным круизным лайнером [...] Его ум даёт ему так много мыслей, что это похоже на то, как Титаник врезается в айсберг. Это леденящий душу трек, который наверняка заставит всех поклонников Juice WRLD вспомнить о своём любимом исполнителе».

## Коммерческий успех
Песня дебютировала под номером 14 в американском чарте Billboard Hot 100.

## Чарты
| Чарт (2020)                            | Высшая позиция |
| -------------------------------------- | -------------- |
| Австралия (ARIA)                       | 40             |
| Канада (Billboard Canadian Hot 100)    | 31             |
| UK Streaming (Official Charts Company) | 36             |
| США (Billboard Hot 100)                | 14             |
| США (Billboard Hot R&B/Hip-Hop Songs)  | 11             |
| США Rolling Stone Top 100              | 9              |